# Arturo Sosa Abascal
Arturo Marcelino Sosa Abascal, S.J. (Caracas, 12 de noviembre de 1948) es un sacerdote católico venezolano. El 14 de octubre de 2016, la 36.ª Congregación General de la Compañía de Jesús, la orden religiosa más numerosa de la Iglesia católica, lo eligió como el trigésimo primer Prepósito General de la Compañía de Jesús. Es el primer no europeo en ocupar dicho cargo, sucediendo a Adolfo Nicolás Pachón, quien renunció después de servir en el mismo por ocho años. Se le considera una de las referencias culturales y sociales más importantes de Venezuela.

## Biografía
Arturo Marcelino Sosa Abascal nació en Caracas (Venezuela) el 12 de noviembre de 1948, hijo de Arturo Sosa y Margarita Abascal, hija de inmigrantes españoles. Su padre fue un destacado empresario venezolano que estuvo vinculado a importantes empresas financieras e industriales, y fue parte relevante de la Junta de Gobierno que fue designada durante la transición entre la recién derrocada dictadura del General Marcos Pérez Jiménez y el régimen presidencial que la sucedió luego de celebrar elecciones democráticas, inaugurando un período de plena democracia representativa que duró hasta 1998. También fue Ministro de Hacienda durante el gobierno de Luis Herrera Campíns.
Sosa Abascal es licenciado en Filosofía por la Universidad Católica Andrés Bello (1972) y doctor en Ciencias Políticas por la Universidad Central de Venezuela, y contrariamente a las expectativas de su familia, abrazó la carrera sacerdotal en lugar de la de empresario.
Entre 1996 y 2004 fue Superior Provincial de los Jesuitas en Venezuela. Anteriormente había sido coordinador del apostolado social en este país y director del Centro Gumilla, un centro de investigación y acción social de los jesuitas en Venezuela. Junto con ello tuvo a su cargo la revista SIC, la que obtuvo bajo su dirección en 1979 el Premio Nacional de Periodismo.
En la Congregación General celebrada en 2008 fue elegido por el padre general Adolfo Nicolás Pachón como consejero general. Y en 2014 se incorporó a la Curia de la Compañía de Jesús en Roma como delegado para la Curia y las casas y obras interprovinciales de la Compañía de Jesús en Roma. Se trata de instituciones que dependen directamente del Padre General de los Jesuitas y para las que nombra a un delegado.
Entre ellas se encuentran, además de la Curia General, la Pontificia Universidad Gregoriana, el Pontificio Instituto Bíblico, el Pontificio Instituto Oriental, el Observatorio Vaticano, así como diversos Colegios Internacionales y Residencias. El 28 de mayo de 2019 fue nombrado miembro de la Congregación para los Institutos de Vida Consagrada y las Sociedades de Vida Apostólica ad quinquennium.
El P. Arturo Sosa cuenta con una larga trayectoria de dedicación a la docencia y la investigación. Ha desempeñados diversos cargos y funciones en el ámbito universitario. Ha sido profesor y miembro del Consejo Fundacional de la Universidad Católica Andrés Bello y Rector de la Universidad Católica del Táchira. Especialmente ha ejercido la investigación y la docencia en el campo de las ciencias políticas, en diferentes centros e instituciones, como la Cátedra de Teoría Política Contemporánea y la Cátedra de Cambio Social en Venezuela en la Escuela de Ciencias Sociales.

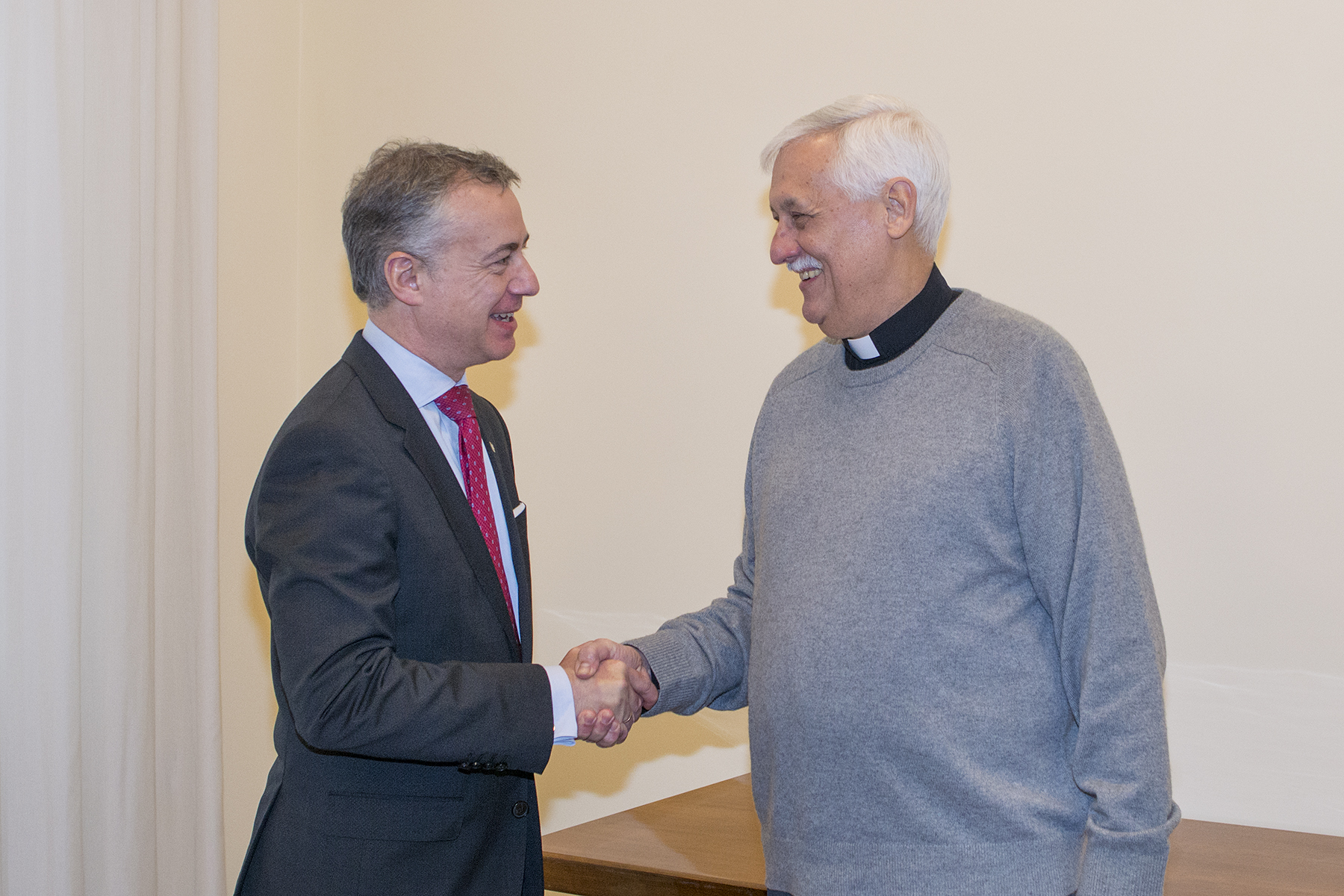
El Lendakari del País Vasco se reúne con el Superior General de la Compañía de Jesús, Arturo Sosa Abascal.

Ha sido investigador en el Instituto de Estudios Políticos de la Facultad de Ciencias Políticas de la Universidad Central de Venezuela y, en la misma universidad, profesor de la Escuela de Estudios Políticos en la Cátedra de Historia de las Ideas Políticas de Venezuela. En 2004 fue profesor invitado por el Centro para Estudios de América Latina de Georgetown University, en Estados Unidos y fue profesor de la Cátedra de Pensamiento Político Venezolano de la Universidad Católica del Táchira. Ha publicado diferentes obras, especialmente sobre historia y política venezolana.

## Críticas
Desde el Catholic Herald criticó a Sosa por ser uno de los 1.000 firmantes de una carta de 1989 dando la bienvenida al presidente cubano Fidel Castro a Venezuela, habiendo reprimido la Iglesia católica en Cuba durante el tiempo de su poder. Uno de los biógrafos del papa Francisco, George Neumayr describió a Sosa como un "marxista", "un comunista venezolano, y un modernista". Pero su autor ya había sido criticado por su  libro sobre el papa Francisco desde el mismo Catholic Herald por Michael Warren Davis como una colección de citas escogidas para basar las tesis del autor –que también considera marxista al papa– aunque tales citas, en sí mismas, no apuntan en tal dirección: «Neumayr les ha dado a los católicos de derecha 221 páginas de factoides anti-Francisco para reforzar su cámara de resonancia.»
En febrero de 2017, en respuesta al argumento del Cardenal Müller de que permititr la recepción de la comunión eucarística por parte de recasados, contradice las palabras de Jesús en la Biblia, al ser el matrimonio indisoluble, y la insistencia de Müller en que esas palabras son inmutables, Sosa argumentó por una reflexión en lo que "Jesús realmente dijo", y describió el Evangelio como "relativo", "escrito por seres humanos" y "aceptado por (...) seres humanos". Sosa también argumentó que la doctrina de la Iglesia está en "continuo desarrollo", y "nunca en blanco y negro". Los comentarios de Sosa levantaron críticas. El sacerdote inglés y editor consultor del Catholic Herald  Alexander Lucie-Smith no estuvo de acuerdo con Sosa, argumentando que las enseñanzas de la Iglesia sobre la indisolubilidad del matrimonio han sido históricamente consistentes, y que no había ningún precedente establecido en la Biblia para interpretar estas palabras de otra manera. El teólogo Chad Pecknold criticó las opiniones de Sosa como "reflejo [es] un profundo escepticismo sobre la Sagrada Escritura", y respondió que aunque se permiten una variedad de interpretaciones, deben "encajar con la doctrina establecida de la Iglesia y no contradicen el depósito de la fe". Contradiciendo la afirmación de Sosa de que sus puntos de vista eran "no relativistas". Son muchos los comentarios sobre estas afirmaciones. Pecknold caracterizó los comentarios de Sosa como "relativista historicista". Vittorio Messori acusó a Sosa de "'licuar' 'el Evangelio mismo" al sugerir que el Evangelio debería adaptarse de acuerdo con los tiempos sobre la base de que las palabras de Jesús no se registraron literalmente o "en cinta".
En junio de 2017, en una entrevista para El Mundo, Sosa dijo: “Hemos formado figuras simbólicas como el diablo para expresar el mal. El condicionamiento social también puede representar esta figura, ya que hay personas que actúan [de una manera malvada] porque están en un entorno en el que es difícil actuar en sentido contrario”. Esto fue criticado por contradecir el Catecismo de la Iglesia Católica que enseña que el Diablo es una criatura real. Un portavoz de Sosa posteriormente argumentó que Sosa no estaba negando enseñanza de la Iglesia al afirmar que "decir que el diablo simboliza el mal no es negar la existencia del diablo".
En octubre de 2018, en una entrevista con EWTN, Sosa argumentó que "el Papa no es el jefe de la Iglesia, es el Obispo de Roma". Pecknold se opuso a esto, argumentando que sería un error creer que el Papa era "simplemente" el primero entre iguales "e insistió en que el Papa tiene" autoridad suprema" sobre todos los obispos y fieles.